# Chappie Willett
Chappie Willett (of Willet) (Philadelphia, 6 september 1907 - aldaar, 30 maart 1976) was een Amerikaanse jazzpianist en -componist die vooral actief was als arrangeur voor bigbands in het swingtijdperk.

## Biografie
Willet werd na afloop van zijn studie in 1933 lid van Phil Edward's Collegians, een 'territory-band' in West Virgina. In 1934 was hij kort leider en arrangeur van de in Philadelphia opererende Chappie Willet and His Greystone Ballroom Orchestra. Hij trok na dit avontuur naar New York, waar hij tussen 1935 en 1952 carrière maakt als songwriter en arrangeur. Hij was medecomponist van jazznummers als 'Way Over There by the Cherry Tree' (met Claude Demetrius, Rudolph Toombs) en 'I Ain’t Gettin’ Nowhere Fast' (met Cab Calloway en Porter Grainger). Naast Jimmy Mundy was hij in 1938 Gene Krupa's arrangeur in diens nieuwe bigband. Voor Krupa's orkest arrangeerde hij onder andere 'Rhythm Jam' en schreef hij 'Blue Rhythm Fantasy' (1936, met Teddy Hill), 'I Know That You Know', 'Grandfather’s Clock', „Jungle Madness“ en „Apurksody“ (1938).
Als freelancer arrangeerde Willett onder meer voor Lucky Millinder, Duke Ellington ('I’m Slappin’ Seventh Avenue', 1938), Panama Francis, Louis Armstrong ('I Hope Gabriel Likes My Music'), Mildred Bailey, Baby Dodds, Dizzy Gillespie, Jimmie Lunceford (waarvoor hij een jazzarrangement van Beethoven's Klaviersonate Nr. 8 schreef), Charlie Shavers en de Mills Blue Rhythm Band. Volgens discograaf Tom Lord heeft Willett in de periode 1937-1941 aan 87 opnamesessies meegewerkt.